# 貝爾納韋里韋拉
30°18′S 56°58′W / 30.300°S 56.967°W
貝爾納韋里韋拉（西班牙語：Bernabé Rivera），是烏拉圭的城鎮，位於該國北部，處於阿蒂加斯以西約60公里，由阿蒂加斯省負責管轄，始建於1830年，海拔高度85米，2011年人口380。